# Stefanija Georgijewna Nadymowa
Stefanija Georgijewna Nadymowa (russisch Стефания Георгиевна Надымова; * 1. Dezember 1994 in Kudymkar) ist eine russische Skispringerin und Nordische Kombiniererin.

## Karriere

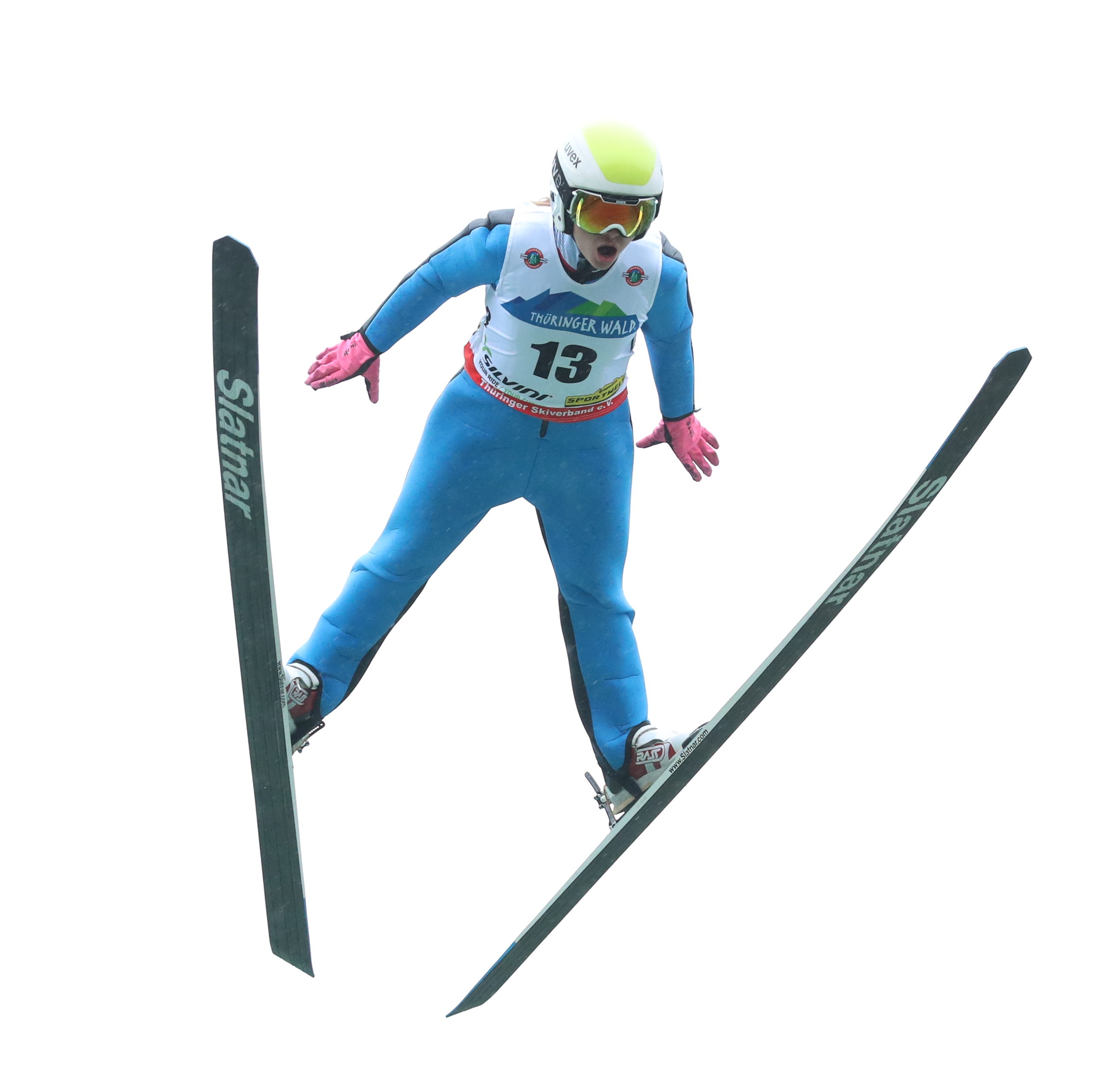
Nadymowa beim Sommer Grand Prix 2021 in Oberhof

Stefanija Nadymowa nahm an den Nordische Junioren-Skiweltmeisterschaften 2013 in Liberec teil. Am 24. Januar 2013 startete sie beim Einzelwettbewerb und wurde dabei disqualifiziert. Zwei Tage später bildete sie gemeinsam mit Alexandra Kustowa, Darja Gruschina und Sofja Tichonowa und das Quartett belegte den sechsten Platz. Am 2. März 2013 debütierte sie in Oberwiesenthal im Continental Cup. Beim Springen von der Fichtelbergschanze belegte sie den 37. Platz.
Am 26. Juli 2013 debütierte sie im Grand-Prix und belegte beim Springen von der Adlerschanze in Hinterzarten den 41. Platz. Einen Tag später belegte sie mit der russischen Mannschaft den zehnten Platz. Im Skisprung-Weltcup debütierte sie in der Saison 2013/14. Beim Springen von der Sneschinka im russischen Tschaikowski belegte sie am 3. Januar 2014 den 41. Platz.
Am 5. September 2015 erreichte sie erstmals einen Platz unter den Besten 30 im Grand-Prix. Beim Springen in Tschaikowski belegte sie den 30. Platz und sammelte damit einen Grand-Prix-Punkt. Am Ende belegte sie in der Gesamtwertung des Skisprung-Grand-Prix 2015 den 41. Platz. Im Jahr 2017 nahm sie an der Winter-Universiade 2017 in Almaty teil. Nachdem sie im Einzelwettbewerb den fünften Platz und im Mixed-Team den vierten Platz belegt hatte, gewann sie gemeinsam mit Alena Sutiagina im Team-Springen der Damen die Bronzemedaille.
Seit der Saison 2017/18 ist Nadymowa ebenfalls als Nordische Kombiniererin aktiv. In der Saison 2018/19 startete sie vor allem im Continental Cup, erreichte hier mit zwei dritten Plätzen in Steamboat Springs, Colorado und Nischni Tagil zwei Podestplätze und belegte insgesamt in der Saison-Gesamtwertung mit 220 Punkten Platz acht. Am 18. Dezember 2020 nahm sie am historisch ersten Weltcup-Wettbewerb in der Ramsau am Dachstein teil und belegte dabei den 15. Platz.

## Statistik

### Skispringen

#### Grand-Prix-Platzierungen
| Saison | Platz | Punkte |
| ------ | ----- | ------ |
| 2015   | 42.   | 001    |
| 2018   | 41.   | 008    |

#### Continental-Cup-Platzierungen
| Saison  | Platz | Punkte |
| ------- | ----- | ------ |
| 2012/13 | 15.   | 064    |
| 2014/15 | 53.   | 007    |

### Nordische Kombination

#### Continental-Cup-Platzierungen
| Saison  | Platz | Punkte |
| ------- | ----- | ------ |
| 2017/18 | 01.   | 380    |
| 2018/19 | 08.   | 220    |
| 2019/20 | 05.   | 304    |

#### Grand-Prix-Platzierungen
| Saison | Platz | Punkte |
| ------ | ----- | ------ |
| 2018   | 01.   | 180    |
| 2019   | 01.   | 320    |
| 2021   | 23.   | 036    |